# Decilitr
Decilitr je metrická jednotka objemu odpovídající jedné desetině litru. V přepočtu 10−4 m³. Značí se malými písmeny „dl“. Jméno je složeninou předpony soustavy SI deci (= desetina) a názvu základnější jednotky litr.
V lidovém úzu se decilitru říká deci a v minulosti se značil dcl, dnes se toto označování bere jako nesprávné.
V Unicode bloku Kompatibilita CJK (3300–33FF) existuje znak U+3397 ㎗ Square DL.

## Užití
Jednotka decilitr se často používá v kuchařských receptech.

## Převody na jiné jednotky

### Převody v metrickém systému
- 1 litr = 10 decilitrů
- 1 decilitr = 100 mililitrů
- 1 decilitr = 0,1 litru
- 1 decilitr = 100 cm³

### Převody do imperiálního systému
- 1 decilitr ≈ 3,3814 unce tekutiny (US fluid ounces)
- 1 decilitr ≈ 6,1024 lžic (US tablespoons)
- 1 decilitr ≈ 0,2113 pinty (US pint)

## Označení jednotky
- dl — v metrickém systému
- dL — v Jednotném kódu pro jednotky míry (UCUM)
- DLT — kód v systému UN/CEFACT Common Code[4]
- DeciL — v ontologii QUDT

## Matematické příklady
- Litr vína stojí 40 kr., zač přijde 1 decilitr? Decilitr jest desátý díl litru, tedy za 4 kr. Kolik desetníků litr, tolik krejcarů decilitr, a naopak.[5]
- Decilitr líhu stojí 15 kr., zač přijde litr?[5]